# Didier Auriol
Didier Auriol (Montpellier, 18 augustus 1958) is een Frans voormalig rallyrijder. Hij was in de jaren negentig een van de voornaamste rijders in het wereldkampioenschap rally, en werd in het seizoen 1994 wereldkampioen met Toyota; de eerste rallyrijder uit Frankrijk die dit wist te volbrengen. Auriol won tussen 1988 en 2001 in totaal 20 WK-rally's, waaronder zes keer die van Corsica.
Auriol profileerde zich in het Frans rallykampioenschap als asfalt specialist. In het WK brak hij door in het seizoen 1988, toen hij een geselecteerd programma voor Ford reed met de Ford Sierra RS Cosworth, en daarin een overwinning afdwong in Corsica en een derde plaats behaalde in Finland, een gravelevenement die traditioneel gedomineerd werd door rijders uit de Noordse landen. Met Lancia werd hij in de daaropvolgende jaren een vast aanzicht in het WK, en transformeerde hij zich als een "all-rounder". Ondanks veel individueel succes met Lancia was een overstap naar Toyota nodig om hem een eerste wereldtitel in het rijderskampioenschap te geven, die hij op naam schreef in 1994. Daarna ging het qua resultaten bergafwaarts, al was hij in het seizoen 1999 nog tot de voorlaatste ronde een titelkandidaat, ook toen nog actief voor Toyota. Aan het begin van deze eeuw reed Auriol voor verschillende fabrieksteams en zag zijn laatste seizoen als actief rallyrijder in 2003 bij het team van Škoda.
Auriol bleef tien jaar lang de enige Fransman met een wereldtitel, totdat Sébastien Loeb in het seizoen 2004 erin slaagde met Citroën; voor Loeb het begin van een reeks van negen wereldtitels op rij.

## Carrière

### Vroege carrière
Didier Auriol kwam eind jaren zeventig via zijn broer in aanraking met de rallysport, toen hij als toeschouwer werd meegenomen naar een rally. Auriol was in die tijd bestuurder van de ambulance, maar maakte uiteindelijk de overstap naar het rallyrijden, waar hij in 1979 zijn debuut in zou maken. Auriol profileerde zich in het Frans rallykampioenschap als zovele als een specialist op asfalt, en brak door achter het stuur van de Renault 5 Turbo. Met deze auto maakte hij in het seizoen 1984 in Corsica zijn debuut in het wereldkampioenschap rally. Zijn resultaten met Renault leverden hem in 1986 een plaats op bij het fabrieksteam van Austin Rover, actief in de Groep B MG Metro 6R4. Hij werd dat jaar voor het eerst Frans rallykampioen, een titel die hij redelijk dominant op zijn naam schreef. Nadat Groep A vanaf 1987 de norm werd in de rallysport, ging Auriol rijden in een Ford Sierra RS Cosworth. Met deze auto won hij de Franse titel opnieuw in 1987 en 1988. In deze periode liet Auriol zich ook steeds meer zien op internationaal niveau, waaronder in het WK. In het seizoen 1988 kwam hij voor het fabrieksteam van Ford uit in een handvol WK-rally's. In Corsica versloeg hij verrassend de sneller geachte Lancia Delta Integrale's en greep daar naar zijn debuutzege in het WK toe; een resultaat dat tevens de eerste WK-overwinning voor Ford betekende sinds Finland 1981. Dit zou ook, op Ivoorkust na, de enige niet-Lancia overwinning van het seizoen blijken. Een echte doorbraak kwam later dat jaar in Finland, waar Auriol in zijn achterwielaangedreven Ford Sierra een derde plaats wist af te dwingen in een rally die doorgaans gedomineerd werd door de Noordse rijders. Daarmee versloeg hij onder andere ook zijn meer ervaren teamgenoot en voormalig winnaar Stig Blomqvist. Na dit resultaat kwam hij in contact met Lancia's teambaas Cesare Fiorio, die hem niet lang daarna een contract aanbood voor het seizoen 1989.

### Wereldkampioenschap rally

#### 1989-1992: Lancia
Auriol maakte voor 1989 dan ook de overstap naar Lancia, als de teamgenoot van regerend wereldkampioen Miki Biasion en de ervaren Markku Alén. Zijn eerste seizoen met Lancia verliep nog enigszins wisselvallig, waarin hij zijn sterke status op asfalt verder uitbouwde, maar op gravel soms nog onwennig bleek. In Corsica greep hij naar zijn overwinning toe met het team en hij behaalde nog in twee andere gevallen een podium resultaat. Hij eindigde het seizoen als vijfde in het kampioenschap. In 1990 profileerde hij zich als titelkandidaat met overwinningen in Monte Carlo en Corsica. Tegelijkertijd moest hij door technische mankementen en een enkele stuurfout ook in drie gevallen opgeven, wat zijn kansen op de titel deed slinken. In San Remo won Auriol zijn derde rally van het seizoen, waarmee hij zijn volle potentie ook bewees op onverharde ondergrond. Doordat Toyota-rijder Carlos Sainz daar derde eindigde, moest hij echter de titel laten aan de Spanjaard, en eindigde hij als tweede in het rijderskampioenschap. Omdat Lancia in het seizoen 1991 zijn activiteiten inkrimpte, kwam Auriol terecht bij Jolly Club, het tweede team van Lancia in het WK. Auriol was consistent in zijn resultaten en eindigde doorgaans op het podium, waarvan hij ook het hoogtepunt bereikte met een overwinning in San Remo. Hij kon echter op dat moment geen rol meer spelen in de strijd om de wereldtitel, die dat jaar uitgevochten werd door Sainz en collega Lancia-rijder Juha Kankkunen die uiteindelijk wereldkampioen zou worden, terwijl Auriol dit keer derde eindigde. Auriol maakte voor het seizoen 1992 een terugkeer bij de hoofdmacht, alhoewel Lancia op dat moment een groot deel van haar taken in handen had gelegd van preparateur Jolly Club. Met de introductie van een nieuwe evolutie van de Lancia Delta Integrale wist Auriol het seizoen sterk te openen met een overwinning in Monte Carlo. De eerste seizoenshelft verliep uiterst succesvol voor Auriol; hij won maar liefst vijf deelgenomen WK-rally's achtereenvolgend, wat resulteerde in een recordaantal aan overwinningen in één seizoen. Hij zou dit ook behouden totdat landgenoot Sébastien Loeb dit aantal evenaarde in het seizoen 2004, en het uiteindelijk zou verbreken in 2005. Dit resultaat was echter geen garantie op een eerste wereldtitel voor Auriol. De tweede seizoenshelft verliep minder succesvol en een gebrek aan behaalde punten deed hem uiteindelijk de das om, waardoor hij wederom achter Sainz en teamgenoot Kankkunen als derde zou eindigen in de titelstrijd.

#### 1993-1999: Toyota

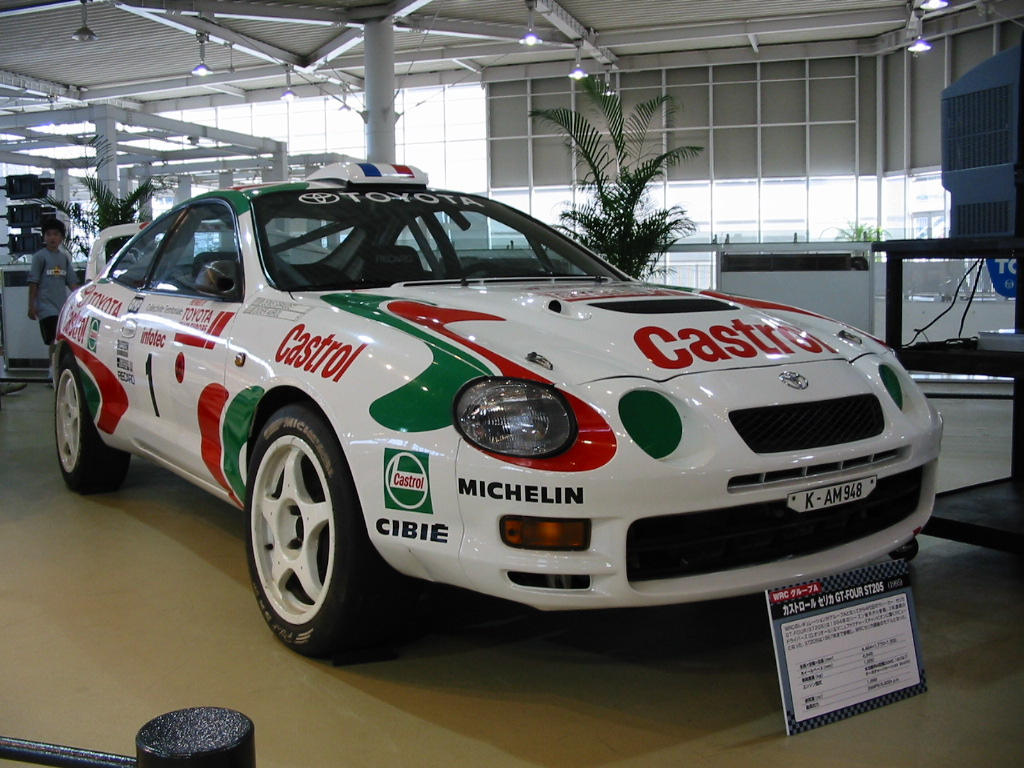
De Toyota Celica GT-Four (ST205) waarmee Auriol won in Corsica 1995

Toen Lancia zich steeds meer terugtrok in diens rallyactiviteiten, werd Auriol samen met Kankkunen in het seizoen 1993 binnengehaald bij Toyota. Met de Toyota Celica Turbo 4WD (ST185) wist Auriol gelijk goed uit de voeten te komen met winst tijdens de openingsronde in Monte Carlo. Ondanks deze bemoedigende start moest hij in het restant van het seizoen teamgenoot Kankkunen achtervolgen, die namelijk naar vijf overwinningen toe greep en beheerst zijn vierde wereldtitel op naam schreef. Auriol moest daarnaast ook nog Ford-rijder en landgenoot François Delecour voor zich dulden en eindigde voor het derde seizoen achtereenvolgend op plaats drie in het kampioenschap. Een ommekeer kwam er echter in het daaropvolgende seizoen 1994. Auriol wist niet constant resultaten te boeken, maar had met drie overwinningen genoeg om zich voorafgaand aan de seizoensafsluiter in Groot-Brittannië tot een voornaamste titelkanshebber te bestempelen. Tijdens de rally had zijn directe concurrent Carlos Sainz lange tijd de bovenliggende hand, maar die verloor in het slot van de wedstrijd zijn concentratie en raakte van de weg. Auriol zelf kende ook een incidentvol evenement, maar had aan zijn zesde plaats net genoeg om zijn eerste wereldtitel veilig te kunnen stellen. Hij werd hiermee de eerste Franse wereldkampioen. In het seizoen 1995 was Toyota actief met een nieuwe versie van de Celica (ST205), maar de auto bleek niet op het lijf geschreven van Auriol en grote resultaten bleven over het algemeen uit. Halverwege het seizoen brak hij tevens zijn langdurige werkrelatie met navigator Bernard Occelli. Met vervanger Denis Giraudet kwam er echter onverwacht succes in Corsica, waar Auriol voor de zesde keer zou winnen; een evenaring van het record van Bernard Darniche. Zijn titelverdediging verliep echter onsuccesvol en deze bereikte uiteindelijk een dieptepunt toen Toyota tijdens de WK-ronde in Catalonië betrapt werden op het gebruik van een illegaal turbosysteem, waarin meer lucht door de restrictor kwam dan toegestaan. De behaalde rijders- en constructeurspunten van dat jaar werden geschrapt en Toyota werd door de overkoepelende organisatie FIA voor twaalf maanden geschorst van deelname aan het WK.
In dit tijdsbestek kwam Auriol slechts sporadisch in actie op WK-niveau, en maakte hooguit een paar gastoptredens voor verschillende fabrieksteams met vrij onzichtbare resultaten. Halverwege het seizoen 1997 maakte Toyota echter weer zijn opwachting in het kampioenschap, waarin het in Finland de Toyota Corolla WRC liet debuteren met Auriol en teamgenoot Marcus Grönholm achter het stuur. De auto was dat jaar nog wat onwennig, maar tegelijkertijd wel competitief gebleken, en Auriol wist er een derde plaats mee te bemachtigen in Australië; Toyota's beste resultaat van het seizoen. In het seizoen 1998 kreeg Auriol gezelschap van voormalig titel concurrent Carlos Sainz bij het team. Het seizoen verliep voor Auriol te wisselvallig om zich te kunnen mengen in de titelstrijd en hij kwam met een enkele overwinning in Catalonië niet verder dan plaats vijf in het rijderskampioenschap. De overeenkomst in het seizoen 1999 was dat hij ook dat jaar slechts één WK-rally won, in nieuwkomer China, maar het verschil was dat hij veel consistenter was in het behalen van punten. Hierdoor was Auriol tot de voorlaatste ronde in Australië een kandidaat voor zijn tweede wereldtitel, maar een stuurfout zag hem tijdens die rally zijn auto prompt tegen een boom parkeren en uitvallen. Wel was hij samen met Sainz een sterk genoeg collectief om Toyota dat jaar zijn derde constructeurstitel te schenken, een resultaat dat Auriol al eerder samen met Kankkunen wist neer te zetten in de periode 1993-1994. Toyota had op dat moment al bekendgemaakt te stoppen met hun rallyactiviteiten en zich te concentreren op Formule 1.

#### 2000-2003: Seat, Peugeot en Škoda

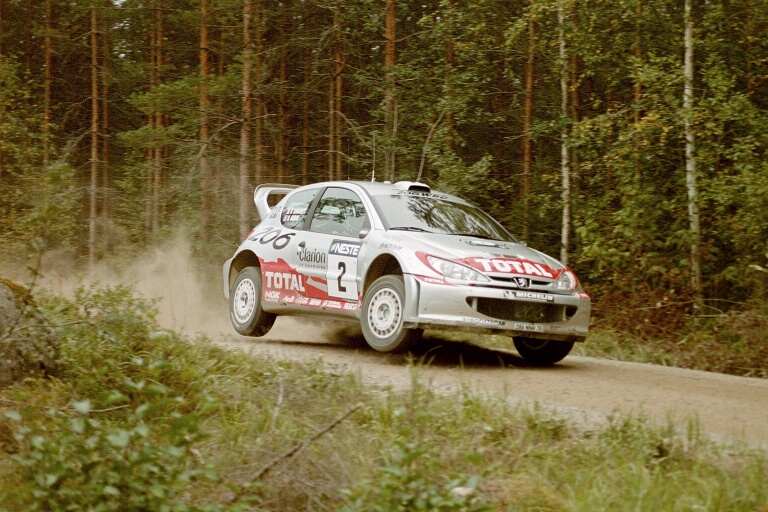
Auriol actief voor Peugeot tijdens de Rally van Finland in 2001

Met het verdwijnen van Toyota, besloot Auriol zich voor het seizoen 2000 aan te sluiten bij de relatieve nieuwkomer Seat, die op zoek was naar een ervaren rijder als kopman. Auriol voldeed aan dit criterium en ondanks een vroeg hoogtepunt met een derde plaats tijdens de Safari Rally, liep het seizoen vrij dramatisch, aangezien verdere punten scorende posities ontbraken en Seat nog voor het einde van het seizoen aankondigde dat ook zij zich terugtrokken uit de sport. Auriol kreeg echter hoop op nieuw succes toen hij voor het seizoen 2001 werd toegevoegd aan de rijders line-up van Peugeot, die op dat moment regerend wereldkampioen waren bij de rijders en constructeurs met de Peugeot 206 WRC. In tegenstelling tot het voorgaande seizoen bleek de auto echter geplaagd te worden door betrouwbaarheidsproblemen en Auriol was hiervan het grootste slachtoffer. Tijdens de eerste negen rondes van het kampioenschap wist hij slechts twee keer de finish te halen, waarvan hij er een echter wel wist te winnen, in Catalonië. Dit bewees zijn twintigste en laatste WK-rally overwinning te zijn uit zijn carrière. Door het ontbreken van het gehoopte succes en met de komst van kersverse wereldkampioen Richard Burns, verliet Auriol het team na afloop van het seizoen. Hij keerde pas terug in het seizoen 2003 met een laatste poging om zich weer te scharen op het hoogste niveau. Auriol werd dat jaar gecontracteerd bij Škoda, een team dat doorgaans in de achterhoede was te vinden, en net als Seat, Auriol had aangetrokken vanwege zijn ervaring en ontwikkelingskwaliteiten. Het seizoen nam een aanvang met de Škoda Octavia WRC, waarmee Auriol twee keer binnen de punten eindigde. Maar de hoop op succes moest komen met de intrede van de Škoda Fabia WRC halverwege het seizoen, een auto die in tegenstelling tot zijn voorganger meer zou moeten aansluiten bij het materiaal van de concurrentie. De Fabia had echter grote last van kinderziektes en qua snelheid werd er ook niet de verwachte vooruitgang geboekt. Auriol keerde na afloop van het seizoen uiteindelijk ook niet meer terug bij het team.

### Latere carrière

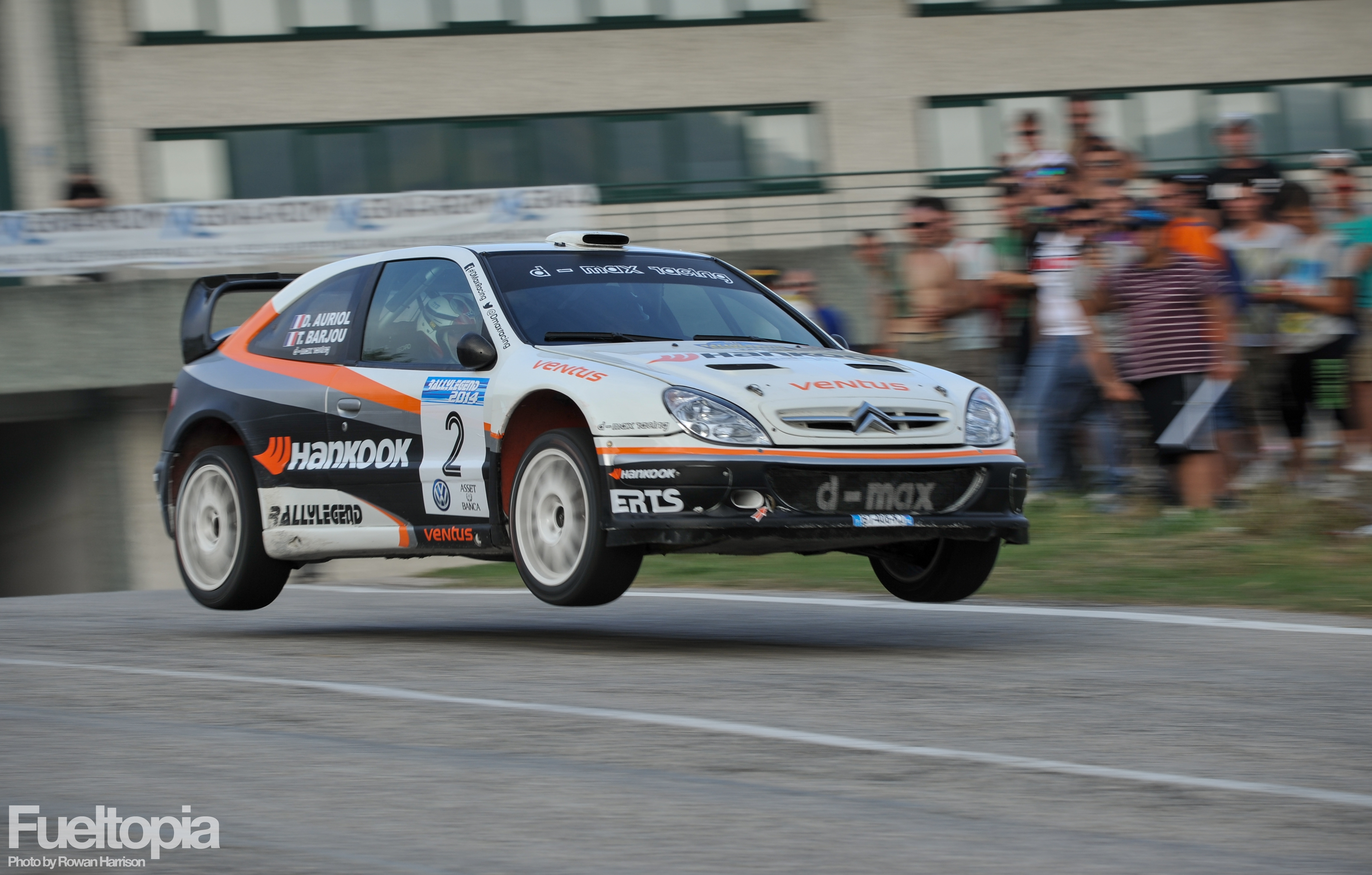
Auriol als deelnemer aan de Rally Legend in 2014

Sindsdien heeft Auriol nog eenmalig een terugkeer gemaakt in het WK, toen hij in 2005 aan de start verscheen in Monte Carlo met een Peugeot 206 WRC, geprepareerd door Bozian Racing. Auriol liet hiermee sterke tijden zien en had een top tien positie in handen totdat hij moest opgeven door een technisch probleem. Daarna heeft Auriol nog enkele optredens gemaakt in wedstrijden van de Intercontinental Rally Challenge, in 2008 in Portugal met een Fiat Punto Abarth S2000 en tijdens de 2009 editie in Monte Carlo met een Peugeot 207 S2000, waar hij op de eerste klassementsproef al uitviel toen hij een rots raakte en daarbij een voorwiel verloor.
Auriol heeft zijn carrière als actief rallyrijder beëindigd, maar is af en toe nog te zien als deelnemer aan (historische) rallyevenementen.

## Complete resultaten in het wereldkampioenschap rally
| Seizoen | Inschrijving                         | Auto                       | 1       | 2       | 3       | 4       | 5       | 6       | 7       | 8       | 9       | 10      | 11      | 12      | 13      | 14      | 15  | 16  | Pos. | Punten |
| ------- | ------------------------------------ | -------------------------- | ------- | ------- | ------- | ------- | ------- | ------- | ------- | ------- | ------- | ------- | ------- | ------- | ------- | ------- | --- | --- | ---- | ------ |
| 1984    | Didier Auriol                        | Renault 5 Turbo            | MON     | ZWE     | POR     | KEN     | FRA DNF | GRI     | NZL     | ARG     | FIN     | ITA     | IVK     | GBR     |         |         |     |     | –    | 0      |
| 1985    | Didier Auriol                        | Renault 5 Maxi Turbo       | MON     | ZWE     | POR     | KEN     | FRA DNF | GRI     | NZL     | ARG     | FIN     | ITA     | IVK     | GBR     |         |         |     |     | –    | 0      |
| 1986    | Austin Rover World Championship Team | MG Metro 6R4               | MON     | ZWE     | POR     | KEN     | FRA DNF | GRI     | NZL     | ARG     | FIN     | IVK     | ITA     | GBR     | VST     |         |     |     | –    | 0      |
| 1987    | Ford France                          | Ford Sierra RS Cosworth    | MON     | ZWE     | POR     | KEN     | FRA 8   | GRI     | VST     | NZL     | ARG     | FIN     | IVK     | ITA 4   | GBR     |         |     |     | 22   | 13     |
| 1988    | Ford France                          | Ford Sierra RS Cosworth    | MON     | ZWE     | POR DNF | KEN     |         |         |         |         |         |         |         |         |         |         |     |     | 6    | 32     |
| 1988    | Ford Motor Co Ltd.                   | Ford Sierra RS Cosworth    |         |         |         |         | FRA 1   | GRI     | VST     | NZL     | ARG     | FIN 3   | IVK     | ITA DNF | GBR     |         |     |     | 6    | 32     |
| 1989    | Lancia Martini                       | Lancia Delta Integrale     | ZWE     | MON 2   | POR DNF | KEN     | FRA 1   | GRI 2   | NZL     | ARG     | FIN DNF | AUS     |         |         |         |         |     |     | 5    | 50     |
| 1989    | Lancia Martini                       | Lancia Delta Integrale 16V |         |         |         |         |         |         |         |         |         |         | ITA DNF | IVK     | GBR     |         |     |     | 5    | 50     |
| 1990    | Lancia Martini                       | Lancia Delta Integrale 16V | MON 1   | POR 2   | KEN     | FRA 1   | GRI DNF | NZL     | ARG 3   | FIN DNF | AUS DNF | ITA 1   | IVK     | GBR 5   |         |         |     |     | 2    | 95     |
| 1991    | Jolly Club                           | Lancia Delta Integrale 16V | MON DNF | ZWE 9   | POR 2   | KEN     | FRA 2   | GRI 4   | NZL 3   | ARG 3   | FIN 2   | AUS DNF | ITA 1   | IVK     | SPA     | GBR 12  |     |     | 3    | 101    |
| 1992    | Martini Racing                       | Lancia Delta HF Integrale  | MON 1   | ZWE     | POR DNF | KEN     | FRA 1   | GRI 1   | NZL     | ARG 1   | FIN 1   | AUS 1   | ITA DNF | SPA 10  | IVK     | GBR DNF |     |     | 3    | 121    |
| 1993    | Toyota Castrol Team                  | Toyota Celica Turbo 4WD    | MON 1   | ZWE DNF | POR     | KEN     | FRA 2   | GRI DNF | ARG 3   | NZL 3   | FIN 3   | AUS DNF | ITA     | SPA 2   | GBR 6   |         |     |     | 3    | 92     |
| 1994    | Toyota Castrol Team                  | Toyota Celica Turbo 4WD    | MON DNF | ZWE     | POR 2   | KEN 3   | FRA 1   | GRI DNF | ARG 1   | NZL 5   | FIN 2   | AUS     | ITA 1   | SPA     | GBR 6   |         |     |     | 1    | 116    |
| 1995*   | Toyota Castrol Team                  | Toyota Celica GT-Four      | MON DNF | ZWE 5   | POR 5   | KEN     | FRA 1   | GRI     | NZL 2   | ARG     | FIN     | AUS DNF | ITA     | SPA DSQ | GBR     |         |     |     | DSQ  | 51     |
| 1996    | 555 Subaru World Rally Team          | Subaru Impreza 555         | MON     | ZWE 10  | POR     | KEN     | IND     | FRA     | GRI     | NZL     | ARG     | FIN     | AUS     |         |         |         |     |     | 25   | 4      |
| 1996    | Team Mitsubishi Ralliart             | Mitsubishi Lancer Evo III  |         |         |         |         |         |         |         |         |         |         |         | ITA 8   | SPA     | GBR     |     |     | 25   | 4      |
| 1997    | R.A.S. Sport                         | Ford Escort RS Cosworth    | MON DNF | ZWE     | KEN     | POR     | SPA     | FRA     |         |         |         |         |         |         |         |         |     |     | 11   | 6      |
| 1997    | H.F. Grifone                         | Toyota Celica GT-Four      |         |         |         |         |         |         | ARG 5   | GRI     | NZL     |         |         |         |         |         |     |     | 11   | 6      |
| 1997    | Toyota Castrol Team                  | Toyota Corolla WRC         |         |         |         |         |         |         |         |         |         | FIN 8   | IND DNF | ITA 8   | AUS 3   | GBR DNF |     |     | 11   | 6      |
| 1998    | Toyota Castrol Team                  | Toyota Corolla WRC         | MON 14  | ZWE 6   | KEN 4   | POR DNF | SPA 1   | FRA 6   | ARG DNF | GRI 2   | NZL 2   | FIN 4   | ITA DNF | AUS 3   | GBR DNF |         |     |     | 5    | 34     |
| 1999    | Toyota Castrol Team                  | Toyota Corolla WRC         | MON 3   | ZWE 4   | KEN 2   | POR 3   | SPA 2   | FRA 5   | ARG 5   | GRI DNF | NZL 4   | FIN DNF | CHN 1   | ITA 3   | AUS DNF | GBR DNF |     |     | 3    | 52     |
| 2000    | Seat Sport                           | Seat Córdoba WRC E2        | MON DNF | ZWE 10  | KEN 3   | POR 10  | SPA 13  | ARG DNF | GRI DNF | NZL DNF |         |         |         |         |         |         |     |     | 12   | 4      |
| 2000    | Seat Sport                           | Seat Córdoba WRC E3        |         |         |         |         |         |         |         |         | FIN 11  | CYP DNF | FRA 8   | ITA 17  | AUS 8   | GBR 9   |     |     | 12   | 4      |
| 2001    | Peugeot Total                        | Peugeot 206 WRC            | MON DNF | ZWE DNF | POR 8   | SPA 1   | ARG DNF | CYP DNF | GRI DNF | KEN DNF | FIN DNF | NZL 6   | ITA 3   | FRA 3   | AUS 3   | GBR 7   |     |     | 7    | 23     |
| 2002    | Didier Auriol                        | Toyota Corolla WRC         | MON DNF | ZWE     | FRA     | SPA     | CYP     | ARG     | GRI     | KEN     | FIN     | DUI     | NZL     | ITA     | AUS     | GBR     |     |     | –    | 0      |
| 2003    | Škoda Motorsport                     | Škoda Octavia WRC Evo 3    | MON 9   | ZWE 18  | TUR DNF | NZL 8   | ARG 6   | GRI 9   | CYP DNF |         |         |         |         |         |         |         |     |     | 13   | 4      |
| 2003    | Škoda Motorsport                     | Škoda Fabia WRC            |         |         |         |         |         |         |         | DUI DNF | FIN DNF | AUS 12  | ITA 12  | FRA DNF | SPA DNF | GBR 11  |     |     | 13   | 4      |
| 2005    | Bozian Racing                        | Peugeot 206 WRC            | MON DNF | ZWE     | MEX     | NZL     | ITA     | CYP     | TUR     | GRI     | ARG     | FIN     | DUI     | GBR     | JPN     | FRA     | SPA | AUS | -    | 0      |

* In het seizoen 1995 werd Toyota door het illegaal gebruik van bepaalde onderdelen gediskwalificeerd in het rijders- en constructeurskampioenschap.

#### Overwinningen
| #  | Seizoen | Rally                                  | Navigator       | Auto                       |
| -- | ------- | -------------------------------------- | --------------- | -------------------------- |
| 1  | 1988    | 32ème Tour de Corse - Rallye de France | Bernard Occelli | Ford Sierra RS Cosworth    |
| 2  | 1989    | 33ème Tour de Corse - Rallye de France | Bernard Occelli | Lancia Delta Integrale     |
| 3  | 1990    | 58ème Rallye Automobile de Monte-Carlo | Bernard Occelli | Lancia Delta Integrale 16V |
| 4  | 1990    | 34ème Tour de Corse - Rallye de France | Bernard Occelli | Lancia Delta Integrale 16V |
| 5  | 1990    | 32º Rallye Sanremo - Rallye d'Italia   | Bernard Occelli | Lancia Delta Integrale 16V |
| 6  | 1991    | 33º Rallye Sanremo - Rallye d'Italia   | Bernard Occelli | Lancia Delta Integrale 16V |
| 7  | 1992    | 60ème Rallye Automobile de Monte-Carlo | Bernard Occelli | Lancia Delta HF Integrale  |
| 8  | 1992    | 36ème Tour de Corse - Rallye de France | Bernard Occelli | Lancia Delta HF Integrale  |
| 9  | 1992    | 39th Acropolis Rally                   | Bernard Occelli | Lancia Delta HF Integrale  |
| 10 | 1992    | 12º Rally Argentina                    | Bernard Occelli | Lancia Delta HF Integrale  |
| 11 | 1992    | 42nd 1000 Lakes Rally                  | Bernard Occelli | Lancia Delta HF Integrale  |
| 12 | 1992    | 5th Telecom Rally Australia            | Bernard Occelli | Lancia Delta HF Integrale  |
| 13 | 1993    | 61ème Rallye Automobile de Monte-Carlo | Bernard Occelli | Toyota Celica Turbo 4WD    |
| 14 | 1994    | 38ème Tour de Corse - Rallye de France | Bernard Occelli | Toyota Celica Turbo 4WD    |
| 15 | 1994    | 14º Rally Argentina                    | Bernard Occelli | Toyota Celica Turbo 4WD    |
| 16 | 1994    | 36º Rallye Sanremo - Rallye d'Italia   | Bernard Occelli | Toyota Celica Turbo 4WD    |
| 17 | 1995    | 39ème Tour de Corse - Rallye de France | Denis Giraudet  | Toyota Celica GT-Four      |
| 18 | 1998    | 34º Rallye Catalunya - Costa Brava     | Denis Giraudet  | Toyota Corolla WRC         |
| 19 | 1999    | 3rd Rally China                        | Denis Giraudet  | Toyota Corolla WRC         |
| 20 | 2001    | 37º Rallye Catalunya - Costa Brava     | Denis Giraudet  | Peugeot 206 WRC            |